# آماسیا مارتیروسیان
آماسیا پتروسی مارتیروسیان (ارمنی: Ամասի Պետրոսի Մարտիրոսյան؛ انگلیسی: Amasi Petrosi Martirosyan؛ ۱۸ آوریل ۱۸۹۷ – ۲۱ دسامبر ۱۹۷۱) یک بازیگر، کارگردان فیلم، فیلم‌نامه‌نویس اهل ارمنستان بود. وی بین سال‌های ۱۹۲۵ تا ۱۹۶۳ میلادی فعالیت می‌کرد. مارتیروسیان از نخستین هنرپیشگان سینمای ارمنستان بوده‌است

## زندگی‌نامه
وی در ۱۸ آوریل ۱۸۹۷ در ایروان به دنیا آمد  وی همچنین برندهٔ جوایزی همچون هنرمند مردمی ارمنستان شوروی، چهره هنری شایسته ارمنستان شوروی و نشان برجسته افتخار شده‌است. آماسیا و همسرش، یلنا موسینیانتس صاحب دو پسر به نام‌های روبن و کارن بودند. وی در ۲۱ دسامبر ۱۹۷۱ در سن ۷۴ سالگی در ایروان درگذشت. پلاک یادبود وی در شماره ۳۱ خیابان آبوویان، ایروان نصب شده‌است.

## گزیده فیلمشناسی

### کارگردانی و نویسندگی
- گیکور (۱۹۳۴)
- نازار شجاع (۱۹۴۰)
- ۰۱-۹۹ (۱۹۵۹)

### بازیگری
از فیلم‌ها یا برنامه‌های تلویزیونی که وی در آن نقش داشته‌است می‌توان به آثار زیر اشاره کرد:
- زاره (۱۹۲۶)
- ناموس (۱۹۲۶)
- خزپوش (۱۹۲۸)
- کیکوس (۱۹۳۱)
- کارو (فیلم) (۱۹۳۷)
- زانگزور (۱۹۳۸)
- داویت بک (۱۹۴۴)